# (1975) Пикельнер
(1975) Пикельнер (лат. Pikelner) — типичный астероид главного пояса, открыт 11 августа 1969 года советским астрономом Людмилой Черных в Крымской астрофизической обсерватории и 30 июня 1977 года назван в честь советского астронома Соломона Пикельнера.

## Обнаружение и именование
(1975) Пикельнер
Открыт 11 августа 1969 года в Научном Л. И. Черных.
Назван в честь известного астронома, профессора Московского университета и основателя советской школы космической электродинамики Соломона Борисовича Пикельнера (1921—1975). Он был одним из первых, кто понял значение физики плазмы и магнитогидродинамики для астрофизики. Его исследовательская деятельность охватывает физику Солнца, межзвездную материю, газовые туманности, остатки взрывов сверхновых, структуру галактик, формирование звёзд, космологию. Был председателем Комиссии 34 (Межзвёздная материя) МАС (1964—1967).
Оригинальный текст (англ.)1975 Pikelner
Discovered 1969-Aug-11 by Chernykh, L. at Nauchnyj.
Named in honor of Solomon Borisovich Pikelner (1921—1975), renowned astronomer, professor at the University of Moscow, founder of the Soviet School of Cosmic Electrdynamics. He was among the first to understand the significance of plasma physics and magnetohydrodynamics for astrophysics.  His research activities cover physics of the Sun, interstellar matter, gaseous nebulae, remnants of supernovae explosions, galactic structure, formation of stars, cosmology. He was chairman of the Commission 34 (Interstellar Matter) of IAU (1964—1967).
Источники: DISCOVERY.DB; M.P.C. 4190.

## Орбита

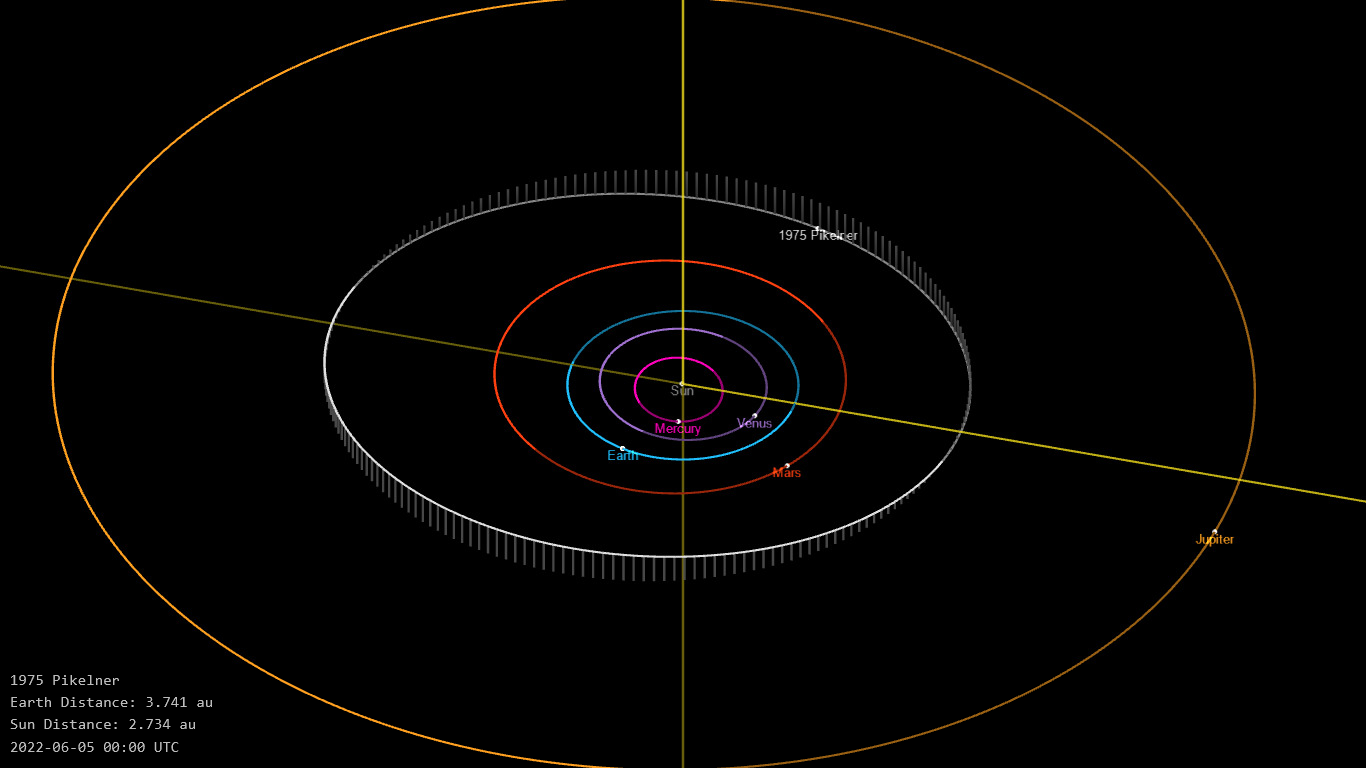
Орбита астероида Пикельнер и его положение в Солнечной системе

## Физические характеристики
Астероид относится к таксономическому классу C.
По результатам наблюдений в видимом и ближнем инфракрасном диапазоне космического телескопа NEOWISE диаметр астероида оценивался равным 14,737±0,142 км. Согласно тем же источникам альбедо оценивается как 0,1176±0,0153 и 0,118±0,015.